# Puchar Świata w biegach narciarskich 2013/2014
Sezon 2013/2014 Pucharu Świata w biegach narciarskich rozpoczął się 29 listopada w fińskiej Ruce, a zakończył 16 marca, w szwedzkim Falun podczas cyklu „Finału Pucharu Świata”.
Obrończynią Pucharu Świata wśród kobiet jest Polka Justyna Kowalczyk, a wśród mężczyzn Petter Northug. W tym sezonie najlepsi okazali się Norweżka Therese Johaug wśród kobiet oraz jej rodak Martin Johnsrud Sundby wśród mężczyzn.
Najważniejszą imprezą sezonu były odbywające się w lutym 2014 roku Zimowe Igrzyska Olimpijskie 2014 w Soczi.

## Zwycięzcy

### Kobiety

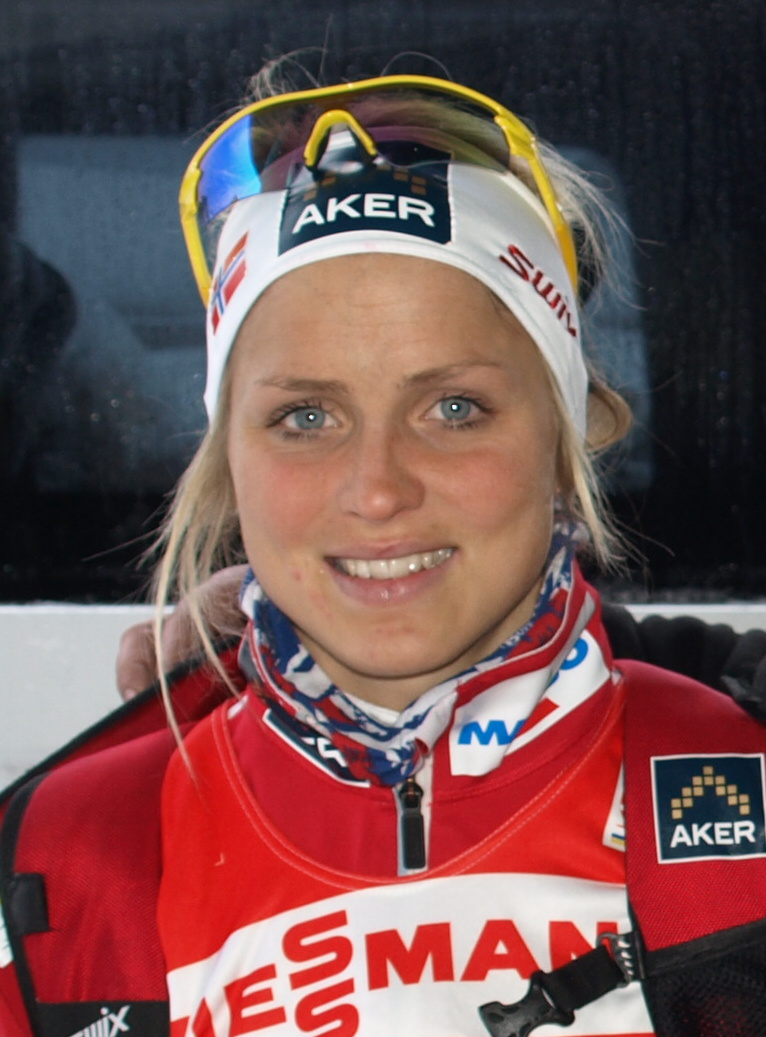
Therese Johaug – zwyciężczyni klasyfikacji generalnej Pucharu Świata, zwyciężczyni Tour de Ski, zwyciężczyni klasyfikacji biegów dystansowych
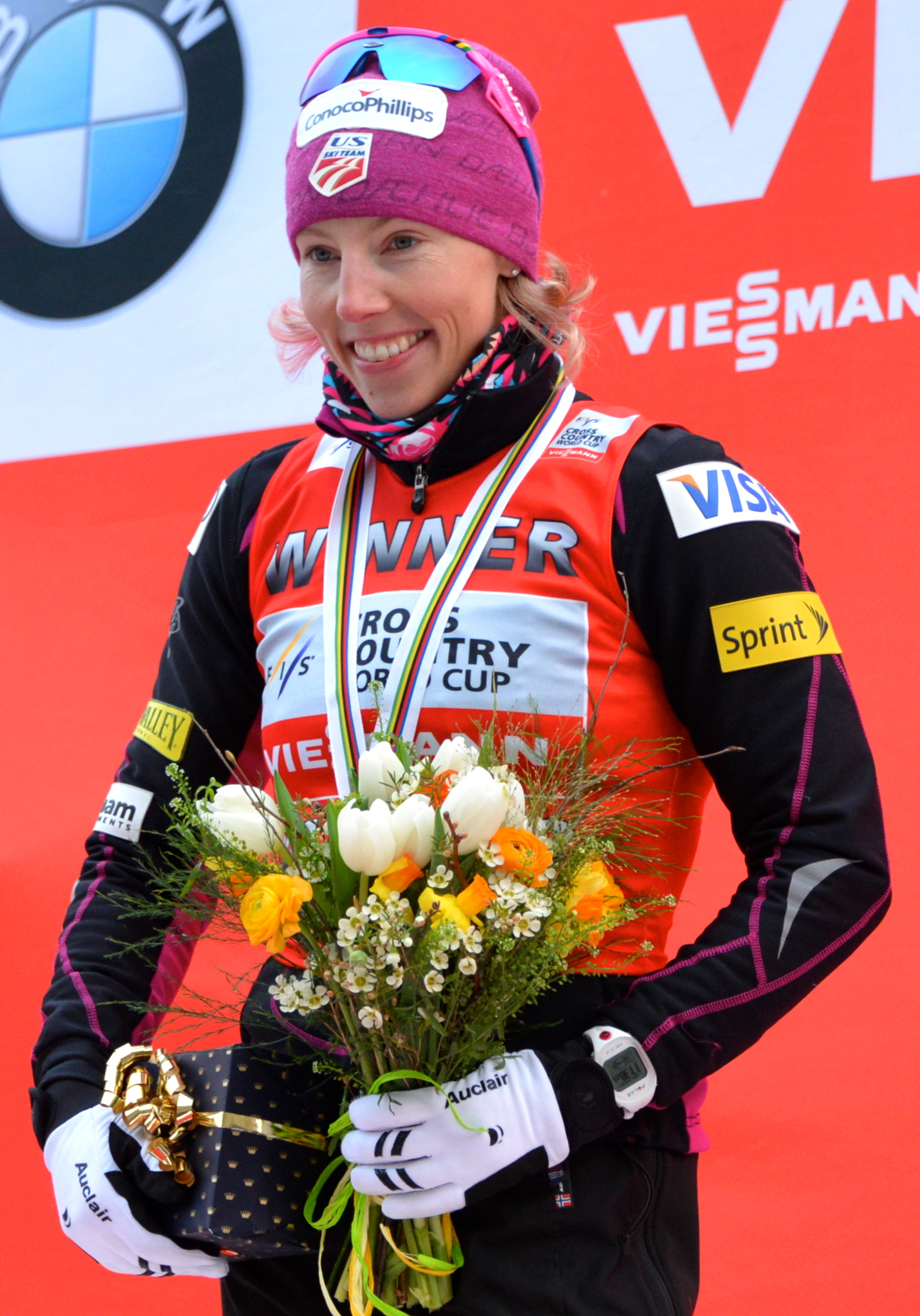
Kikkan Randall – zwyciężczyni klasyfikacji sprintów
Reprezentacja Norwegii – zwycięzca klasyfikacji Pucharu Narodów

### Mężczyźni

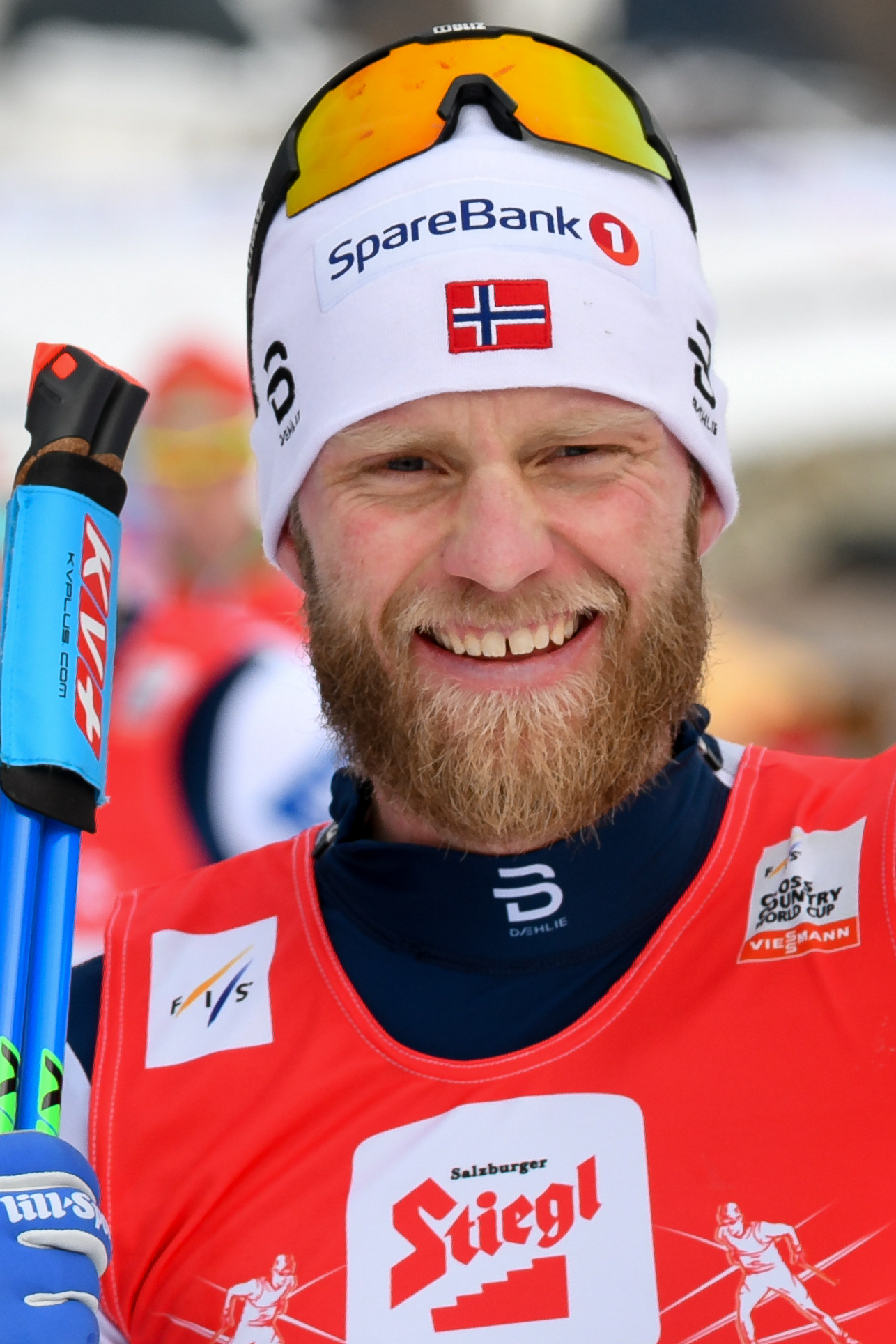
Martin Johnsrud Sundby – zwycięzca klasyfikacji generalnej Pucharu Świata, zwycięzca Tour de Ski, zwycięzca klasyfikacji biegów dystansowych
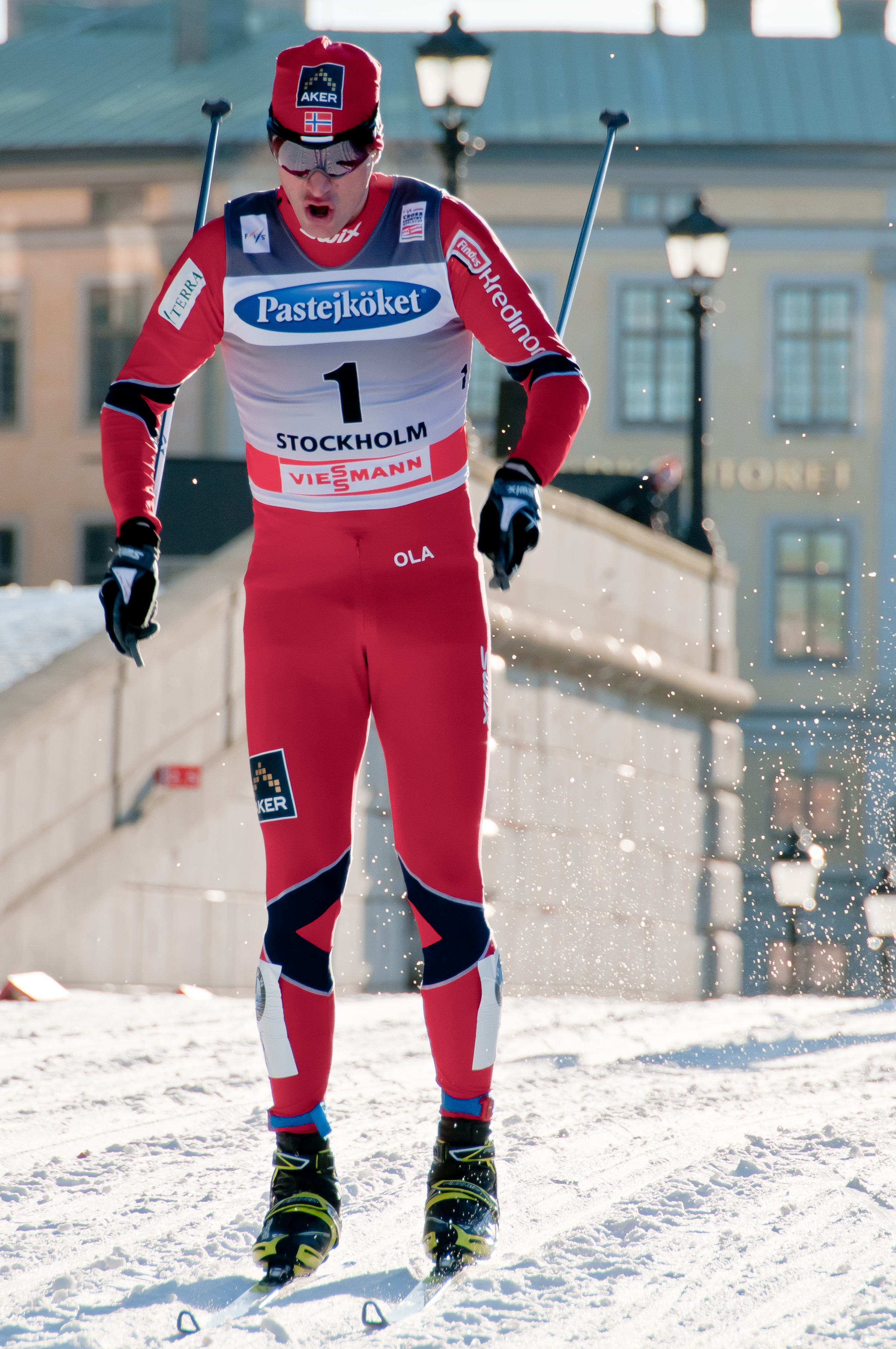
Ola Vigen Hattestad – zwycięzca klasyfikacji sprintu
Reprezentacja Norwegii – zwycięzca klasyfikacji Pucharu Narodów

## Kalendarz i wyniki

### Kobiety
| Lp.                                                                             | Miejscowość                                 | Dystans                                     | Data                                        | Szczegóły | 1. miejsce                                                                      | 2. miejsce                                                                           | 3. miejsce                                                                                       |
| ------------------------------------------------------------------------------- | ------------------------------------------- | ------------------------------------------- | ------------------------------------------- | --------- | ------------------------------------------------------------------------------- | ------------------------------------------------------------------------------------ | ------------------------------------------------------------------------------------------------ |
| Ruka Triple (29 listopada – 1 grudnia 2013)                                     |                                             |                                             |                                             |           |                                                                                 |                                                                                      |                                                                                                  |
|                                                                                 | Ruka                                        | Sprint s. klasycznym                        | 29 listopada 2013                           | szczegóły | Justyna Kowalczyk                                                               | Kikkan Randall                                                                       | Denise Herrmann                                                                                  |
|                                                                                 | Ruka                                        | 5 km s. klasycznym                          | 30 listopada 2013                           | szczegóły | Justyna Kowalczyk                                                               | Marit Bjørgen                                                                        | Therese Johaug                                                                                   |
|                                                                                 | Ruka                                        | 10 km s. dowolnym (bieg pościgowy)          | 1 grudnia 2013                              | szczegóły | Charlotte Kalla                                                                 | Therese Johaug                                                                       | Marit Bjørgen                                                                                    |
| 1.                                                                              | Ruka Triple – klasyfikacja końcowa          | Ruka Triple – klasyfikacja końcowa          | Ruka Triple – klasyfikacja końcowa          | szczegóły | Marit Bjørgen                                                                   | Charlotte Kalla                                                                      | Therese Johaug                                                                                   |
| Zakończenie Ruka Triple                                                         |                                             |                                             |                                             |           |                                                                                 |                                                                                      |                                                                                                  |
| 2.                                                                              | Lillehammer                                 | 10 km s. klasycznym                         | 7 grudnia 2013                              | szczegóły | Justyna Kowalczyk                                                               | Charlotte Kalla                                                                      | Marit Bjørgen                                                                                    |
| 3.                                                                              | Lillehammer                                 | Sztafeta 4×5 km                             | 8 grudnia 2013                              | szczegóły | Norwegia I Heidi Weng · Therese Johaug · Kristin Størmer Steira · Marit Bjørgen | Finlandia Aino-Kaisa Saarinen · Anne Kyllönen · Kerttu Niskanen · Krista Lähteenmäki | Stany Zjednoczone I Kikkan Randall · Sadie Maubet Bjornsen · Elizabeth Stephen · Jessica Diggins |
| 4.                                                                              | Davos                                       | 15 km s. dowolnym                           | 14 grudnia 2013                             | szczegóły | Marit Bjørgen                                                                   | Therese Johaug                                                                       | Charlotte Kalla                                                                                  |
| 5.                                                                              | Davos                                       | Sprint s. dowolnym                          | 15 grudnia 2013                             | szczegóły | Marit Bjørgen                                                                   | Kikkan Randall                                                                       | Denise Herrmann                                                                                  |
| 6.                                                                              | Asiago                                      | Sprint s. klasycznym                        | 21 grudnia 2013                             | szczegóły | Justyna Kowalczyk                                                               | Anne Kyllönen                                                                        | Maiken Caspersen Falla                                                                           |
| 7.                                                                              | Asiago                                      | Sprint drużynowy s. klasycznym              | 22 grudnia 2013                             | szczegóły | Finlandia Aino-Kaisa Saarinen · Anne Kyllönen                                   | Norwegia I Ingvild Flugstad Østberg · Maiken Caspersen Falla                         | Niemcy I Katrin Zeller · Denise Herrmann                                                         |
| Tour de Ski (28 grudnia 2013 – 5 stycznia 2014)                                 |                                             |                                             |                                             |           |                                                                                 |                                                                                      |                                                                                                  |
|                                                                                 | Oberhof                                     | 3 km s. dowolnym (prolog)                   | 28 grudnia 2013                             | szczegóły | Marit Bjørgen                                                                   | Astrid Jacobsen                                                                      | Sylwia Jaśkowiec                                                                                 |
|                                                                                 | Oberhof                                     | Sprint s. dowolnym                          | 29 grudnia 2013                             | szczegóły | Hanna Erikson                                                                   | Denise Herrmann                                                                      | Ingvild Flugstad Østberg                                                                         |
|                                                                                 | Lenzerheide                                 | Sprint s. dowolnym                          | 31 grudnia 2013                             | szczegóły | Ingvild Flugstad Østberg                                                        | Astrid Jacobsen                                                                      | Denise Herrmann                                                                                  |
|                                                                                 | Lenzerheide                                 | 10 km s. klasycznym (start masowy)          | 1 stycznia 2014                             | szczegóły | Kerttu Niskanen                                                                 | Astrid Jacobsen                                                                      | Therese Johaug                                                                                   |
|                                                                                 | Toblach                                     | 15 km s. dowolnym (bieg pościgowy)          | 3 stycznia 2014                             | szczegóły | Astrid Jacobsen                                                                 | Therese Johaug                                                                       | Anne Kyllönen                                                                                    |
|                                                                                 | Val di Fiemme                               | 5 km s. klasycznym                          | 4 stycznia 2014                             | szczegóły | Therese Johaug                                                                  | Astrid Jacobsen                                                                      | Anne Kyllönen                                                                                    |
|                                                                                 | Val di Fiemme                               | 9 km s. dowolnym (bieg pościgowy)           | 5 stycznia 2014                             | szczegóły | Therese Johaug                                                                  | Astrid Jacobsen                                                                      | Elizabeth Stephen                                                                                |
| 8.                                                                              | Tour de Ski – klasyfikacja końcowa          | Tour de Ski – klasyfikacja końcowa          | Tour de Ski – klasyfikacja końcowa          | szczegóły | Therese Johaug                                                                  | Astrid Jacobsen                                                                      | Heidi Weng                                                                                       |
| Zakończenie Tour de Ski                                                         |                                             |                                             |                                             |           |                                                                                 |                                                                                      |                                                                                                  |
| 9.                                                                              | Nové Město na Moravě                        | Sprint s. dowolnym                          | 11 stycznia 2014                            | szczegóły | Kikkan Randall                                                                  | Laurien van der Graaff                                                               | Ingvild Flugstad Østberg                                                                         |
| 10.                                                                             | Nové Město na Moravě                        | Sprint drużynowy s. klasycznym              | 12 stycznia 2014                            | szczegóły | Norwegia I Maiken Caspersen Falla · Ingvild Flugstad Østberg                    | Finlandia Mona-Liisa Malvalehto · Aino-Kaisa Saarinen                                | Rosja II Jewgienija Szapowałowa · Julija Iwanowa                                                 |
| 11.                                                                             | Szklarska Poręba                            | Sprint s. dowolnym                          | 18 stycznia 2014                            | szczegóły | Kikkan Randall                                                                  | Denise Herrmann                                                                      | Vesna Fabjan                                                                                     |
| 12.                                                                             | Szklarska Poręba                            | 10 km s. klasycznym (start masowy)          | 19 stycznia 2014                            | szczegóły | Justyna Kowalczyk                                                               | Julija Czekalowa                                                                     | Julija Iwanowa                                                                                   |
| 13.                                                                             | Toblach                                     | 10 km s. klasycznym                         | 1 lutego 2014                               | szczegóły | Marit Bjørgen                                                                   | Therese Johaug                                                                       | Charlotte Kalla                                                                                  |
| 14.                                                                             | Toblach                                     | Sprint s. dowolnym                          | 2 lutego 2014                               | szczegóły | Marit Bjørgen                                                                   | Denise Herrmann                                                                      | Ingvild Flugstad Østberg                                                                         |
| Zimowe Igrzyska Olimpijskie 2014 w Soczi (Krasnaja Polana) (8 – 23 lutego 2014) |                                             |                                             |                                             |           |                                                                                 |                                                                                      |                                                                                                  |
| 15.                                                                             | Lahti                                       | Sprint s. dowolnym                          | 1 marca 2014                                | szczegóły | Kikkan Randall                                                                  | Katja Višnar                                                                         | Sophie Caldwell                                                                                  |
| 16.                                                                             | Lahti                                       | 10 km s. dowolnym                           | 2 marca 2014                                | szczegóły | Marit Bjørgen                                                                   | Charlotte Kalla                                                                      | Therese Johaug                                                                                   |
| 17.                                                                             | Drammen                                     | Sprint s. klasycznym                        | 5 marca 2014                                | szczegóły | Maiken Caspersen Falla                                                          | Marit Bjørgen                                                                        | Stina Nilsson                                                                                    |
| 18.                                                                             | Oslo                                        | 30 km s. klasycznym (start masowy)          | 9 marca 2014                                | szczegóły | Marit Bjørgen                                                                   | Therese Johaug                                                                       | Kerttu Niskanen                                                                                  |
| Finał Pucharu Świata (14–16 marca 2014)                                         |                                             |                                             |                                             |           |                                                                                 |                                                                                      |                                                                                                  |
|                                                                                 | Falun                                       | Sprint s. klasycznym                        | 14 marca 2014                               | szczegóły | Marit Bjørgen                                                                   | Ingvild Flugstad Østberg                                                             | Stina Nilsson                                                                                    |
|                                                                                 | Falun                                       | 15 km bieg łączony                          | 15 marca 2014                               | szczegóły | Therese Johaug                                                                  | Marit Bjørgen                                                                        | Kerttu Niskanen                                                                                  |
|                                                                                 | Falun                                       | 10 km s. dowolnym (bieg pościgowy)          | 16 marca 2014                               | szczegóły | Therese Johaug                                                                  | Marit Bjørgen                                                                        | Heidi Weng                                                                                       |
| 19.                                                                             | Finał Pucharu Świata – klasyfikacja końcowa | Finał Pucharu Świata – klasyfikacja końcowa | Finał Pucharu Świata – klasyfikacja końcowa | szczegóły | Therese Johaug                                                                  | Marit Bjørgen                                                                        | Heidi Weng                                                                                       |
| Zakończenie Finału Pucharu Świata                                               |                                             |                                             |                                             |           |                                                                                 |                                                                                      |                                                                                                  |
| Zakończenie Sezonu 2013/2014                                                    |                                             |                                             |                                             |           |                                                                                 |                                                                                      |                                                                                                  |

### Mężczyźni
| Lp.                                                                             | Miejscowość                                 | Dystans                                     | Data                                        | Szczegóły | 1. miejsce                                                                                | 2. miejsce                                                                        | 3. miejsce                                                                        |
| ------------------------------------------------------------------------------- | ------------------------------------------- | ------------------------------------------- | ------------------------------------------- | --------- | ----------------------------------------------------------------------------------------- | --------------------------------------------------------------------------------- | --------------------------------------------------------------------------------- |
| Ruka Triple (29 listopada – 1 grudnia 2013)                                     |                                             |                                             |                                             |           |                                                                                           |                                                                                   |                                                                                   |
|                                                                                 | Ruka                                        | Sprint s. klasycznym                        | 29 listopada 2013                           | szczegóły | Eirik Brandsdal                                                                           | Anton Gafarow                                                                     | Teodor Peterson                                                                   |
|                                                                                 | Ruka                                        | 10 km s. klasycznym                         | 30 listopada 2013                           | szczegóły | Lukáš Bauer                                                                               | Eldar Rønning                                                                     | Dmitrij Japarow                                                                   |
|                                                                                 | Ruka                                        | 15 km s. dowolnym (bieg pościgowy)          | 1 grudnia 2013                              | szczegóły | Noah Hoffman                                                                              | Maurice Manificat                                                                 | Marcus Hellner                                                                    |
| 1.                                                                              | Ruka Triple – klasyfikacja końcowa          | Ruka Triple – klasyfikacja końcowa          | Ruka Triple – klasyfikacja końcowa          | szczegóły | Martin Johnsrud Sundby                                                                    | Maksim Wylegżanin                                                                 | Aleksandr Legkow                                                                  |
| Zakończenie Ruka Triple                                                         |                                             |                                             |                                             |           |                                                                                           |                                                                                   |                                                                                   |
| 2.                                                                              | Lillehammer                                 | 15 km s. klasycznym                         | 7 grudnia 2013                              | szczegóły | Pål Golberg                                                                               | Aleksiej Połtoranin                                                               | Didrik Tønseth                                                                    |
| 3.                                                                              | Lillehammer                                 | Sztafeta 4×7,5 km                           | 8 grudnia 2013                              | szczegóły | Rosja I Dmitrij Japarow · Aleksandr Biessmiertnych · Aleksandr Legkow · Maksim Wylegżanin | Norwegia II Eldar Rønning · Chris André Jespersen · Sjur Røthe · Finn Hågen Krogh | Norwegia I Pål Golberg · Didrik Tønseth · Martin Johnsrud Sundby · Petter Northug |
| 4.                                                                              | Davos                                       | 30 km s. dowolnym                           | 14 grudnia 2013                             | szczegóły | Maurice Manificat                                                                         | Chris André Jespersen                                                             | Martin Johnsrud Sundby                                                            |
| 5.                                                                              | Davos                                       | Sprint s. dowolnym                          | 15 grudnia 2013                             | szczegóły | Anders Gløersen                                                                           | Martti Jylhä                                                                      | Siergiej Ustiugow                                                                 |
| 6.                                                                              | Asiago                                      | Sprint s. klasycznym                        | 21 grudnia 2013                             | szczegóły | Nikita Kriukow                                                                            | Aleksiej Połtoranin                                                               | Gianluca Cologna                                                                  |
| 7.                                                                              | Asiago                                      | Sprint drużynowy s. klasycznym              | 22 grudnia 2013                             | szczegóły | Norwegia I Eldar Rønning · Ola Vigen Hattestad                                            | Kazachstan I Nikołaj Czebot´ko · Aleksiej Połtoranin                              | Norwegia II Øystein Pettersen · Eirik Brandsdal                                   |
| Tour de Ski (28 grudnia 2013 – 5 stycznia 2014)                                 |                                             |                                             |                                             |           |                                                                                           |                                                                                   |                                                                                   |
|                                                                                 | Oberhof                                     | 4,5 km s. dowolnym (prolog)                 | 28 grudnia 2013                             | szczegóły | Alex Harvey                                                                               | Devon Kershaw                                                                     | Chris André Jespersen                                                             |
|                                                                                 | Oberhof                                     | Sprint s. dowolnym                          | 29 grudnia 2013                             | szczegóły | Calle Halfvarsson                                                                         | Federico Pellegrino                                                               | Martin Johnsrud Sundby                                                            |
|                                                                                 | Lenzerheide                                 | Sprint s. dowolnym                          | 31 grudnia 2013                             | szczegóły | Simeon Hamilton                                                                           | Alex Harvey                                                                       | Martin Johnsrud Sundby                                                            |
|                                                                                 | Lenzerheide                                 | 15 km s. klasycznym (start masowy)          | 1 stycznia 2014                             | szczegóły | Aleksiej Połtoranin                                                                       | Hannes Dotzler                                                                    | Stanisław Wołżencew                                                               |
|                                                                                 | Cortina d’Ampezzo – Toblach                 | 35 km s. dowolnym (bieg pościgowy)          | 3 stycznia 2014                             | szczegóły | Martin Johnsrud Sundby                                                                    | Petter Northug                                                                    | Alex Harvey                                                                       |
|                                                                                 | Val di Fiemme                               | 10 km s. klasycznym                         | 4 stycznia 2014                             | szczegóły | Petter Northug                                                                            | Martin Johnsrud Sundby                                                            | Chris André Jespersen                                                             |
|                                                                                 | Val di Fiemme                               | 9 km s. dowolnym (bieg pościgowy)           | 5 stycznia 2014                             | szczegóły | Chris André Jespersen                                                                     | Sjur Røthe                                                                        | Ivan Babikov                                                                      |
| 8.                                                                              | Tour de Ski – klasyfikacja końcowa          | Tour de Ski – klasyfikacja końcowa          | Tour de Ski – klasyfikacja końcowa          | szczegóły | Martin Johnsrud Sundby                                                                    | Chris André Jespersen                                                             | Petter Northug                                                                    |
| Zakończenie Tour de Ski                                                         |                                             |                                             |                                             |           |                                                                                           |                                                                                   |                                                                                   |
| 9.                                                                              | Nové Město na Moravě                        | Sprint s. dowolnym                          | 11 stycznia 2014                            | szczegóły | Siergiej Ustiugow                                                                         | Federico Pellegrino                                                               | Aleksiej Pietuchow                                                                |
| 10.                                                                             | Nové Město na Moravě                        | Sprint drużynowy s. klasycznym              | 12 stycznia 2014                            | szczegóły | Rosja I Maksim Wylegżanin · Nikita Kriukow                                                | Norwegia I Eldar Rønning · Eirik Brandsdal                                        | Norwegia II Pål Golberg · Ola Vigen Hattestad                                     |
| 11.                                                                             | Szklarska Poręba                            | Sprint s. dowolnym                          | 18 stycznia 2014                            | szczegóły | Alex Harvey                                                                               | Josef Wenzl                                                                       | Baptiste Gros                                                                     |
| 12.                                                                             | Szklarska Poręba                            | 15 km s. klasycznym (start masowy)          | 19 stycznia 2014                            | szczegóły | Maksim Wylegżanin                                                                         | Jewgienij Biełow                                                                  | Aleksiej Połtoranin                                                               |
| 13.                                                                             | Toblach                                     | 15 km s. klasycznym                         | 1 lutego 2014                               | szczegóły | Aleksandr Legkow                                                                          | Dario Cologna                                                                     | Marcus Hellner                                                                    |
| 14.                                                                             | Toblach                                     | Sprint s. dowolnym                          | 2 lutego 2014                               | szczegóły | Ola Vigen Hattestad                                                                       | Eirik Brandsdal                                                                   | Josef Wenzl                                                                       |
| Zimowe Igrzyska Olimpijskie 2014 w Soczi (Krasnaja Polana) (8 – 23 lutego 2014) |                                             |                                             |                                             |           |                                                                                           |                                                                                   |                                                                                   |
| 15.                                                                             | Lahti                                       | Sprint s. dowolnym                          | 1 marca 2014                                | szczegóły | Pål Golberg                                                                               | Aleksiej Pietuchow                                                                | Eirik Brandsdal                                                                   |
| 16.                                                                             | Lahti                                       | 15 km s. dowolnym                           | 2 marca 2014                                | szczegóły | Martin Johnsrud Sundby                                                                    | Daniel Richardsson                                                                | Aleksandr Legkow                                                                  |
| 17.                                                                             | Drammen                                     | Sprint s. klasycznym                        | 5 marca 2014                                | szczegóły | Ola Vigen Hattestad                                                                       | Pål Golberg                                                                       | Maicol Rastelli                                                                   |
| 18.                                                                             | Oslo                                        | 50 km s. klasycznym (start masowy)          | 8 marca 2014                                | szczegóły | Daniel Richardsson                                                                        | Martin Johnsrud Sundby                                                            | Aleksandr Legkow                                                                  |
| Finał Pucharu Świata (14–16 marca 2014)                                         |                                             |                                             |                                             |           |                                                                                           |                                                                                   |                                                                                   |
|                                                                                 | Falun                                       | Sprint s. klasycznym                        | 14 marca 2014                               | szczegóły | Teodor Peterson                                                                           | Emil Jönsson                                                                      | Calle Halfvarsson                                                                 |
|                                                                                 | Falun                                       | 30 km bieg łączony                          | 15 marca 2014                               | szczegóły | Alex Harvey                                                                               | Martin Johnsrud Sundby                                                            | Aleksandr Legkow                                                                  |
|                                                                                 | Falun                                       | 15 km s. dowolnym (bieg pościgowy)          | 16 marca 2014                               | szczegóły | Martin Johnsrud Sundby                                                                    | Marcus Hellner                                                                    | Anders Gløersen                                                                   |
| 19.                                                                             | Finał Pucharu Świata – klasyfikacja końcowa | Finał Pucharu Świata – klasyfikacja końcowa | Finał Pucharu Świata – klasyfikacja końcowa | szczegóły | Martin Johnsrud Sundby                                                                    | Alex Harvey                                                                       | Aleksandr Legkow                                                                  |
| Zakończenie Finału Pucharu Świata                                               |                                             |                                             |                                             |           |                                                                                           |                                                                                   |                                                                                   |
| Zakończenie Sezonu 2013/2014                                                    |                                             |                                             |                                             |           |                                                                                           |                                                                                   |                                                                                   |

## Klasyfikacje

### Kobiety
| Lp.  | Zawodniczka              | Punkty |
| ---- | ------------------------ | ------ |
| 1.   | Therese Johaug           | 1545   |
| 2.   | Marit Bjørgen            | 1498   |
| 3.   | Astrid Jacobsen          | 974    |
| 4.   | Heidi Weng               | 951    |
| 5.   | Kerttu Niskanen          | 883    |
| 6.   | Kikkan Randall           | 841    |
| 7.   | Charlotte Kalla          | 783    |
| 8.   | Krista Lähteenmäki       | 726    |
| 9.   | Denise Herrmann          | 704    |
| 10.  | Ingvild Flugstad Østberg | 684    |
| ...  |                          |        |
| 12.  | Justyna Kowalczyk        | 618    |
| 40.  | Sylwia Jaśkowiec         | 152    |
| 61.  | Paulina Maciuszek        | 77     |
| 107. | Kornelia Kubińska        | 6      |
| 112. | Agnieszka Szymańczak     | 3      |
| 115. | Ewelina Marcisz          | 1      |

| Lp. | Zawodniczka         | Punkty |
| --- | ------------------- | ------ |
| 1.  | Therese Johaug      | 750    |
| 2.  | Marit Bjørgen       | 705    |
| 3.  | Kerttu Niskanen     | 502    |
| 4.  | Charlotte Kalla     | 473    |
| 5.  | Heidi Weng          | 448    |
| 6.  | Astrid Jacobsen     | 443    |
| 7.  | Justyna Kowalczyk   | 348    |
| 8.  | Aino-Kaisa Saarinen | 331    |
| 9.  | Krista Lähteenmäki  | 300    |
| 10. | Julija Czekalowa    | 298    |
| ... |                     |        |
| 35. | Sylwia Jaśkowiec    | 64     |
| 49. | Paulina Maciuszek   | 37     |
| 78. | Kornelia Kubińska   | 6      |
| 87. | Ewelina Marcisz     | 1      |

| Lp. | Zawodniczka              | Punkty |
| --- | ------------------------ | ------ |
| 1.  | Kikkan Randall           | 558    |
| 2.  | Denise Herrmann          | 496    |
| 3.  | Marit Bjørgen            | 433    |
| 4.  | Ingvild Flugstad Østberg | 426    |
| 5.  | Maiken Caspersen Falla   | 320    |
| 6.  | Katja Višnar             | 280    |
| 7.  | Laurien van der Graaff   | 275    |
| 8.  | Sophie Caldwell          | 237    |
| 9.  | Gaia Vuerich             | 234    |
| 10. | Anne Kyllönen            | 197    |
| ... |                          |        |
| 13. | Justyna Kowalczyk        | 170    |
| 29. | Sylwia Jaśkowiec         | 80     |
| 73. | Agnieszka Szymańczak     | 3      |

### Mężczyźni
| Lp.  | Zawodnik               | Punkty |
| ---- | ---------------------- | ------ |
| 1.   | Martin Johnsrud Sundby | 1538   |
| 2.   | Aleksandr Legkow       | 1008   |
| 3.   | Alex Harvey            | 766    |
| 4.   | Chris André Jespersen  | 747    |
| 5.   | Calle Halfvarsson      | 632    |
| 6.   | Petter Northug         | 580    |
| 7.   | Sjur Røthe             | 563    |
| 8.   | Daniel Richardsson     | 551    |
| 9.   | Pål Golberg            | 512    |
| 10.  | Maksim Wylegżanin      | 489    |
| ...  |                        |        |
| 59.  | Maciej Staręga         | 103    |
| 160. | Maciej Kreczmer        | 3      |

| Lp.  | Zawodnik               | Punkty |
| ---- | ---------------------- | ------ |
| 1.   | Martin Johnsrud Sundby | 652    |
| 2.   | Aleksandr Legkow       | 554    |
| 3.   | Daniel Richardsson     | 391    |
| 4.   | Chris André Jespersen  | 362    |
| 5.   | Alex Harvey            | 342    |
| 6.   | Aleksiej Połtoranin    | 267    |
| 7.   | Sjur Røthe             | 267    |
| 8.   | Maksim Wylegżanin      | 232    |
| 9.   | Petter Northug         | 206    |
| 10.  | Lukáš Bauer            | 205    |
| ...  |                        |        |
| 103. | Maciej Kreczmer        | 3      |

| Lp. | Zawodnik            | Punkty |
| --- | ------------------- | ------ |
| 1.  | Ola Vigen Hattestad | 363    |
| 2.  | Eirik Brandsdal     | 355    |
| 3.  | Josef Wenzl         | 306    |
| 4.  | Teodor Peterson     | 297    |
| 5.  | Nikita Kriukow      | 277    |
| 6.  | Siergiej Ustiugow   | 274    |
| 7.  | Federico Pellegrino | 272    |
| 8.  | Alex Harvey         | 264    |
| 9.  | Pål Golberg         | 263    |
| 10. | Aleksiej Pietuchow  | 244    |
| ... |                     |        |
| 23. | Maciej Staręga      | 103    |

### Puchar Narodów
| Lp. | Państwo           | Punkty |
| --- | ----------------- | ------ |
| 1.  | Norwegia          | 7519   |
| 2.  | Finlandia         | 3562   |
| 3.  | Szwecja           | 2742   |
| 4.  | Stany Zjednoczone | 2421   |
| 5.  | Niemcy            | 2069   |
| 6.  | Rosja             | 1628   |
| 7.  | Polska            | 949    |
| 8.  | Słowenia          | 771    |
| 9.  | Francja           | 659    |
| 10. | Czechy            | 573    |

| Lp. | Państwo    | Punkty |
| --- | ---------- | ------ |
| 1.  | Norwegia   | 7058   |
| 2.  | Rosja      | 4769   |
| 3.  | Szwecja    | 2830   |
| 4.  | Niemcy     | 1594   |
| 5.  | Finlandia  | 1533   |
| 6.  | Francja    | 1383   |
| 7.  | Kanada     | 1246   |
| 8.  | Czechy     | 896    |
| 9.  | Włochy     | 864    |
| 10. | Szwajcaria | 745    |
| ... |            |        |
| 15. | Polska     | 171    |

| Lp. | Państwo           | Punkty |
| --- | ----------------- | ------ |
| 1.  | Norwegia          | 14577  |
| 2.  | Rosja             | 6397   |
| 3.  | Szwecja           | 5572   |
| 4.  | Finlandia         | 5095   |
| 5.  | Niemcy            | 3663   |
| 6.  | Stany Zjednoczone | 3099   |
| 7.  | Francja           | 2042   |
| 8.  | Czechy            | 1469   |
| 9.  | Włochy            | 1414   |
| 10. | Kanada            | 1374   |
| ... |                   |        |
| 12. | Polska            | 1120   |

## Wyniki Polaków

### Kobiety
| Zawodniczka          | Ruka 29.11 | Ruka 30.11 | Ruka 1.12 | Ruka Triple 29.11-1.12 | Lillehammer 7.12 | Davos 14.12 | Davos 15.12 | Asiago 21.12 | Oberhof 28.12 | Oberhof 29.12 | Lenzerheide 31.12 | Lenzerheide 1.01 | Toblach 3.01 | Val di Fiemme 4.01 | Val di Fiemme 5.01 | TdS | Nové Město 11.01 | Szklarska Poręba 18.01 | Szklarska Poręba 19.01 | Toblach 1.02 | Toblach 2.02 | Lahti 1.03 | Lahti 2.03 | Drammen 6.03 | Oslo 9.03 | Falun 14.03 | Falun 15.03 | Falun 16.03 | Finał PŚ 14-16.03 |
| Justyna Kowalczyk    | 1          | 1          | 17        | 4                      | 1                | 11          | 25          | 1            | DNS           | –             | –                 | –                | –            | –                  | –                  | –   | 34               | 17                     | 1                      | 5            | –            | –          | –          | –            | –         | –           | –           | –           | –                 |
| Sylwia Jaśkowiec     | 81         | 63         | 51        | 54                     | –                | 24          | 56          | 50           | 3             | 12            | 23                | 43               | DNS          | –                  | –                  | –   | –                | 4                      | DNS                    | –            | –            | 52         | 20         | 55           | –         | 35          | 28          | 14          | 27                |
| Kornelia Kubińska    | 51         | 41         | 42        | 40                     | 42               | –           | –           | –            | 73            | 74            | 65                | 52               | 49           | –                  | –                  | –   | –                | 44                     | 25                     | –            | –            | –          | 42         | –            | 38        | –           | –           | –           | –                 |
| Paulina Maciuszek    | 63         | 28         | 44        | 44                     | 43               | DNS         | –           | –            | 39            | 61            | 58                | 29               | 22           | 27                 | 24                 | 21  | –                | 36                     | 19                     | –            | –            | –          | 50         | –            | –         | –           | –           | –           | –                 |
| Agnieszka Szymańczak | 44         | 58         | DNF       | –                      | –                | –           | 29          | 52           | –             | –             | –                 | –                | –            | –                  | –                  | –   | 52               | 30                     | 32                     | –            | –            | –          | –          | –            | –         | –           | –           | –           | –                 |
| Ewelina Marcisz      | –          | –          | –         | –                      | –                | –           | –           | –            | –             | –             | –                 | –                | –            | –                  | –                  | –   | –                | 41                     | 30                     | –            | –            | –          | –          | –            | –         | –           | –           | –           | –                 |
| Natalia Grzebisz     | –          | –          | –         | –                      | –                | –           | –           | –            | –             | –             | –                 | –                | –            | –                  | –                  | –   | –                | 46                     | 40                     | –            | –            | –          | –          | –            | –         | –           | –           | –           | –                 |
| Emilia Romanowicz    | –          | –          | –         | –                      | –                | –           | –           | –            | –             | –             | –                 | –                | –            | –                  | –                  | –   | –                | 56                     | 33                     | –            | –            | –          | –          | –            | –         | –           | –           | –           | –                 |
| Urszula Łętocha      | –          | –          | –         | –                      | –                | –           | –           | –            | –             | –             | –                 | –                | –            | –                  | –                  | –   | –                | 52                     | 41                     | –            | –            | –          | –          | –            | –         | –           | –           | –           | –                 |
| Magdalena Kozielska  | –          | –          | –         | –                      | –                | –           | –           | –            | –             | –             | –                 | –                | –            | –                  | –                  | –   | –                | 58                     | 35                     | –            | –            | –          | –          | –            | –         | –           | –           | –           | –                 |
| Martyna Galewicz     | –          | –          | –         | –                      | –                | –           | –           | –            | –             | –             | –                 | –                | –            | –                  | –                  | –   | –                | 54                     | 37                     | –            | –            | –          | –          | –            | –         | –           | –           | –           | –                 |
| Marcela Marcisz      | –          | –          | –         | –                      | –                | –           | –           | –            | –             | –             | –                 | –                | –            | –                  | –                  | –   | –                | 38                     | 36                     | –            | –            | –          | –          | –            | –         | –           | –           | –           | –                 |
| Justyna Mordarska    | –          | –          | –         | –                      | –                | –           | –           | –            | –             | –             | –                 | –                | –            | –                  | –                  | –   | –                | 49                     | 39                     | –            | –            | –          | –          | –            | –         | –           | –           | –           | –                 |

### Mężczyźni
| Zawodnik                   | Ruka 29.11 | Ruka 30.11 | Ruka 1.12 | Ruka Triple 29.11-1.12 | Lillehammer 7.12 | Davos 14.12 | Davos 15.12 | Asiago 21.12 | Oberhof 28.12 | Oberhof 29.12 | Lenzerheide 31.12 | Lenzerheide 1.01 | Toblach 3.01 | Val di Fiemme 4.01 | Val di Fiemme 5.01 | TdS | Nové Město 11.01 | Szklarska Poręba 18.01 | Szklarska Poręba 19.01 | Toblach 1.02 | Toblach 2.02 | Lahti 1.03 | Lahti 2.03 | Drammen 6.03 | Oslo 9.03 | Falun 14.03 | Falun 15.03 | Falun 16.03 | Finał PŚ 14-16.03 |
| Jan Antolec                | 87         | 110        | 85        | 89                     | –                | –           | –           | –            | 94            | 80            | 81                | 90               | DNS          | –                  | –                  | –   | –                | 43                     | 56                     | –            | –            | –          | 77         | –            | –         | –           | –           | –           | –                 |
| Sebastian Gazurek          | 58         | 101        | 99        | 97                     | –                | –           | –           | –            | 97            | 93            | 91                | 89               | DNS          | –                  | –                  | –   | –                | 50                     | 48                     | –            | –            | 88         | –          | 59           | –         | –           | –           | –           | –                 |
| Paweł Klisz                | –          | –          | –         | –                      | –                | –           | –           | –            | –             | –             | –                 | –                | –            | –                  | –                  | –   | 56               | 46                     | 38                     | –            | –            | –          | –          | –            | –         | –           | –           | –           | –                 |
| Maciej Kreczmer            | 70         | 36         | 41        | 41                     | 33               | DNF         | 49          | 63           | DNS           | –             | –                 | –                | –            | –                  | –                  | –   | 62               | 42                     | 28                     | –            | –            | –          | –          | –            | –         | –           | –           | –           | –                 |
| Konrad Motor               | –          | –          | –         | –                      | –                | –           | 73          | 61           | –             | –             | –                 | –                | –            | –                  | –                  | –   | –                | 48                     | 52                     | –            | –            | 53         | 75         | –            | –         | –           | –           | –           | –                 |
| Maciej Staręga             | 32         | 81         | DNS       | –                      | –                | –           | 19          | 9            | 70            | 16            | 14                | 84               | DNS          | –                  | –                  | –   | 16               | 17                     | 32                     | –            | –            | 31         | –          | 32           | –         | –           | –           | –           | –                 |
| Mateusz Ligocki            | –          | –          | –         | –                      | –                | –           | –           | –            | –             | –             | –                 | –                | –            | –                  | –                  | –   | –                | 59                     | 50                     | –            | –            | –          | –          | –            | –         | –           | –           | –           | –                 |
| Dawid Bril                 | –          | –          | –         | –                      | –                | –           | –           | –            | –             | –             | –                 | –                | –            | –                  | –                  | –   | –                | 63                     | –                      | –            | –            | –          | –          | –            | –         | –           | –           | –           | –                 |
| Mariusz Dziadkowiec Michoń | –          | –          | –         | –                      | –                | –           | –           | –            | –             | –             | –                 | –                | –            | –                  | –                  | –   | –                | 55                     | 61                     | –            | –            | –          | –          | –            | –         | –           | –           | –           | –                 |
| Marcin Rzeszotko           | –          | –          | –         | –                      | –                | –           | –           | –            | –             | –             | –                 | –                | –            | –                  | –                  | –   | –                | 65                     | 51                     | –            | –            | –          | –          | –            | –         | –           | –           | –           | –                 |
| Krzysztof Kukuczka         | –          | –          | –         | –                      | –                | –           | –           | –            | –             | –             | –                 | –                | –            | –                  | –                  | –   | –                | 66                     | –                      | –            | –            | –          | –          | –            | –         | –           | –           | –           | –                 |
| Tomasz Garbień             | –          | –          | –         | –                      | –                | –           | –           | –            | –             | –             | –                 | –                | –            | –                  | –                  | –   | –                | –                      | 62                     | –            | –            | –          | –          | –            | –         | –           | –           | –           | –                 |
| Mateusz Chowaniak          | –          | –          | –         | –                      | –                | –           | –           | –            | –             | –             | –                 | –                | –            | –                  | –                  | –   | –                | –                      | DNF                    | –            | –            | –          | –          | –            | –         | –           | –           | –           | –                 |
| Wojciech Suchwałko         | –          | –          | –         | –                      | –                | –           | –           | –            | –             | –             | –                 | –                | –            | –                  | –                  | –   | –                | –                      | 63                     | –            | –            | –          | –          | –            | –         | –           | –           | –           | –                 |
| Bogusław Gracz             | –          | –          | –         | –                      | –                | –           | –           | –            | –             | –             | –                 | –                | –            | –                  | –                  | –   | –                | –                      | 57                     | –            | –            | –          | –          | –            | –         | –           | –           | –           | –                 |